# Jeff Saibene
Jeff Saibene (ur. 13 września 1968 w Luksemburgu) – luksemburski piłkarz występujący na pozycji pomocnika, trener.

## Kariera klubowa
Saibene seniorską karierę rozpoczynał w 1985 roku w zespole Union Luxembourg. W 1986 roku zdobył z nim Puchar Luksemburga. W tym samym roku trafił do belgijskiego Standardu Liège. W 1988 oraz w 1989 roku wystąpił z nim w finale przegranego przez Standard Pucharu Belgii.
W 1989 roku Saibene odszedł do szwajcarskiego FC Aarau z pierwszej ligi. Na początku 1993 roku przeszedł do czwartoligowego BSC Old Boys. W 1994 roku przeszedł do FC Monthey, także grającego w czwartej lidze. W 1995 roku wrócił do FC Aarau, nadal grającego w pierwszej lidze. Tym razem spędził tam 3 lata. W 1998 roku odszedł do drugoligowego FC Locarno.
W 1999 roku wrócił do Luksemburga, gdzie został graczem klubu Swift Hesperange. W 2002 roku zakończył karierę.

## Kariera reprezentacyjna
W reprezentacji Luksemburga Saibene zadebiutował 14 października 1986 roku w przegranym 0:6 meczu eliminacji Mistrzostw Europy 1988 z Belgią. W latach 1986–2001 w drużynie narodowej rozegrał 64 spotkania.